# Cycas chevalieri
Cycas chevalieri là một loài thực vật hạt trần trong họ Cycadaceae. Loài này được Leandri mô tả khoa học đầu tiên năm 1931.Nó phân bố ở miền trung Việt Nam bao gồm cả tỉnh Nghệ An và có thể có ở Lào.